# Opole HK
Opole HK – nieistniejący polski klub hokeja na lodzie z siedzibą w Opolu, działający w latach 2020–2021.

## Historia
Klub, który jest kontynuatorem hokejowej tradycji w Opolu, powstał z inicjatywy korporacji Hockey Holdings Group, której prezesem zarządu jest amerykański przedsiębiorca polskiego pochodzenia – Joe Kolodziej, który został prezesem nowego klubu, do którego sprowadził sztab szkoleniowy i zawodników głównie z Ameryki Północnej, natomiast menedżerem generalnym klubu został Przemysław Pakosz.
Pierwszy mecz ligowy opolska drużyna rozegrała 6 września 2020 roku na Toropolu w Opolu, kiedy to w 1. kolejce sezonu 2020/2021 wygrała 4:3 po serii rzutów karnych z Polonią Bytom, jednak później z powodu wystawienia przez opolską drużynę nieuprawnionych do gry zawodników mecz został zweryfikowany jako walkower 0:5 na korzyść bytomskiej drużyny.
Klub sezon 2020/2021 zakończył na 2. miejscu, natomiast w sezonie 2021/2022 brał udział w rozgrywkach I ligi i EUHL, jednakże klub z powodu problemów organizacyjnych i osobistych prezesa, Joe Kolodzieja wycofał się ze wszystkich rozgrywek i został rozwiązany.

## Poszczególne sezony
| Sezon            | Rozgrywki        | Runda      | Statystyki                                      | Statystyki                                      | Statystyki                                      | Statystyki                                      | Statystyki                                      | Statystyki                                      | Statystyki                                      | Statystyki                                      | Statystyki                                      | Statystyki                                      | Statystyki                                      | Przypisy                       |                                |
| Sezon            | Rozgrywki        | Runda      | Msc.                                            | M                                               | Pkt                                             | Z                                               | ZPD                                             | ZPK                                             | P                                               | PPD                                             | PPK                                             | BZ                                              | BS                                              | Przypisy                       |                                |
| ---------------- | ---------------- | ---------- | ----------------------------------------------- | ----------------------------------------------- | ----------------------------------------------- | ----------------------------------------------- | ----------------------------------------------- | ----------------------------------------------- | ----------------------------------------------- | ----------------------------------------------- | ----------------------------------------------- | ----------------------------------------------- | ----------------------------------------------- | ------------------------------ | ------------------------------ |
| 2020/2021        | I liga           | zasadnicza | 2.                                              | 22                                              | 52                                              | 17                                              | 0                                               | 0                                               | 4                                               | 1                                               | 0                                               | 140                                             | 73                                              | [ 5 ] [ 12 ]                   |                                |
| 2020/2021        | I liga           | play-off   | Nie rozegrano                                   | Nie rozegrano                                   | Nie rozegrano                                   | Nie rozegrano                                   | Nie rozegrano                                   | Nie rozegrano                                   | Nie rozegrano                                   | Nie rozegrano                                   | Nie rozegrano                                   | Nie rozegrano                                   | Nie rozegrano                                   | [ 5 ] [ 12 ]                   |                                |
| 2021/2022        | I liga           | zasadnicza | 10.                                             | 26                                              | 33                                              | 10                                              | 1                                               | 0                                               | 14                                              | 0                                               | 1                                               | 108                                             | 118                                             | [ 13 ]                         |                                |
| 2021/2022        | I liga           | play-off   | Klub wycofał się z rozgrywek.                   | Klub wycofał się z rozgrywek.                   | Klub wycofał się z rozgrywek.                   | Klub wycofał się z rozgrywek.                   | Klub wycofał się z rozgrywek.                   | Klub wycofał się z rozgrywek.                   | Klub wycofał się z rozgrywek.                   | Klub wycofał się z rozgrywek.                   | Klub wycofał się z rozgrywek.                   | Klub wycofał się z rozgrywek.                   | Klub wycofał się z rozgrywek.                   | [ 13 ]                         |                                |
| 2021/2022        | EUHL             | zasadnicza | Klub wycofał się z rozgrywek. Wyniki anulowano. | Klub wycofał się z rozgrywek. Wyniki anulowano. | Klub wycofał się z rozgrywek. Wyniki anulowano. | Klub wycofał się z rozgrywek. Wyniki anulowano. | Klub wycofał się z rozgrywek. Wyniki anulowano. | Klub wycofał się z rozgrywek. Wyniki anulowano. | Klub wycofał się z rozgrywek. Wyniki anulowano. | Klub wycofał się z rozgrywek. Wyniki anulowano. | Klub wycofał się z rozgrywek. Wyniki anulowano. | Klub wycofał się z rozgrywek. Wyniki anulowano. | Klub wycofał się z rozgrywek. Wyniki anulowano. | [ 14 ] [ 15 ]                  |                                |
| Łącznie w I liga | Łącznie w I liga | zasadnicza | zasadnicza                                      | 48                                              | 85                                              | 27                                              | 1                                               | 0                                               | 18                                              | 1                                               | 1                                               | 248                                             | 191                                             |                                |                                |
| Łącznie w I liga | Łącznie w I liga | play-off   | play-off                                        | Klub nie grał w fazie play-off                  | Klub nie grał w fazie play-off                  | Klub nie grał w fazie play-off                  | Klub nie grał w fazie play-off                  | Klub nie grał w fazie play-off                  | Klub nie grał w fazie play-off                  | Klub nie grał w fazie play-off                  | Klub nie grał w fazie play-off                  | Klub nie grał w fazie play-off                  | Klub nie grał w fazie play-off                  | Klub nie grał w fazie play-off | Klub nie grał w fazie play-off |

## Zawodnicy

### Ostatni skład[16]
| Bramkarze - Doug Connor - Jackson Tipert - Nolan Warszycki Obrońcy - Oskar Bąk - Piotr Bielaczyc - Damian Dąbkowski - Devids Jurinenoks - Jewgienij Nieczajew - Marshall Renke - Maximilian Riebe |  | Napastnicy - Nick Coleman - Tucker Evans - Gavin Fleck - Nikita D. Frołow - Jonah Henderson - Tristen Konrad - Ilya McCulloch - Devin Panzeca - Michał Sadowski - Stefan Schilkie - James Spence - Ilja Trofimow |

## Trenerzy
| Lp. | Imię i nazwisko | Okres urzędowania | Okres urzędowania |
| --- | --------------- | ----------------- | ----------------- |
| 1.  | Todd White      | 2020              | 2020              |
| 2.  | Kyle Lambourne  | 2020              | 2021              |
| 1.  | Alexander Rummo | 2021              | 2021              |

## Prezesi
| Lp. | Imię i nazwisko | Okres urzędowania | Okres urzędowania |
| --- | --------------- | ----------------- | ----------------- |
| 1.  | Joe Kolodziej   | 10.08.2020        | 16.12.2021        |